# 周士涟
周士涟（1756年—1834年），字补年，浙江嘉兴人，清代教育家，杭州宗文义塾和嘉兴新丰平林义塾创办者。

## 生平
乾隆二十二年（1756年）生于嘉兴新丰镇，祖父周掌华。
嘉庆元年（1796年）出家资与友人合作于新丰创办平林义塾，随后又创办盐溪、尚文、里仁三所义塾。
嘉庆十一年（1806年）于杭州募捐创办宗文义塾，后者于光绪三十三年（1907年）改为杭州宗文中学堂，1912年改为杭州私立宗文中学校，1956年转为公立，更名为浙江省杭州第十中学。

## 著作
《杭嘉义学合志》，现藏南京图书馆。

## 荣誉
- 清廷礼部尚书协办大学士汪廷珍视学浙江时，作《嘉兴新丰义塾记》赞之。
- 清嘉庆帝于嘉庆十八年（1813年）钦赐御书“乐善好施”匾额，现存于杭州普济堂内。
- 清廷太子太保、杭嘉湖道林则徐于道光二年（1822年）作《杭嘉义塾添设孝廉田记》赞之。

## 家庭
原配高夫人，育有四子：周恒升，周恒旦，周恒儒，周恒吉。